# On-balance volume
On Balance Volume je indikátor technické analýzy. Řadí se do skupiny objemových indikátorů a zobrazuje se obvykle v grafu. Hlavním předpokladem modelu je myšlenka, že změna objemu předchází změně ceny. Rozlišují se tři typy OBV trendu – up, down, a doubtful. Up trend, neboli rostoucí trend, nastává v situaci, kdy je aktuální vrchol OBV na vyšší úrovni, než vrchol minulý a současně je dno na vyšší úrovni než dno minulé. Down trend, neboli klesající trend, je trendem opačným k up trendu. Doubtful trend se označuje jako nejasný trend. Nastává vždy, když není up nebo down trend. Indikátor bere v potaz, zda objemy plynou do akcie (nákup) nebo naopak (prodej).

## Výpočet OBV - vzorce
- Při up trendu: OBV = OBV včera + objem obchodů dnes
- Při down trendu: OBV = OBV včera - objem obchodů dnes
- Při doubtful trendu: OBV = OBV včera

## Použití
Tento indikátor se používá k odhalování nákupů a prodejů, které uskutečňují profesionální investoři (ti jsou často nazýváni tzv. „smart money“). Profesionální investoři jsou dlouhodobě úspěšní, většinou nakupují do 2/3 býčího trhu a prodávají v nejvyšších cenách. Druhou skupinu investorů tvoří všeobecná investorská veřejnost, která v delším časovém měřítku nedosahuje dobrých obchodních výsledků a obvykle vstupuje na trh až po profesionálních investorech. OBV zachycuje chování profesionálních investorů a signalizuje tedy vhodné nákupní a prodejní signály.

## Interpretace
Nákupní a prodejní signály: V případě OBV up trendu a rostoucího kurzu cenného papíru, popřípadě OBV down trendu a klesajícího kurzu, by měl trend nadále pokračovat. Důležitý signál dává až divergence mezi indikátorem a kurzem cenného papíru. Klesající kurz se zvyšujícím se objemem dává nákupní signál. V tomto případě profesionální investoři začali nakupovat. Ceny jsou prozatím nízké, dokud nezačne nakupovat i široká veřejnost, která vyvolá vzestup ceny. Naopak při rostoucí ceně a klesajícím OBV nastává prodejní signál, neboť profesionální investoři začali prodávat za vysoké ceny. V případě doubtful trendu, který trvá více než 3 dny, můžeme očekávat pohyb opačný k trendu, který probíhal před doubtful trendem.

## Příklad

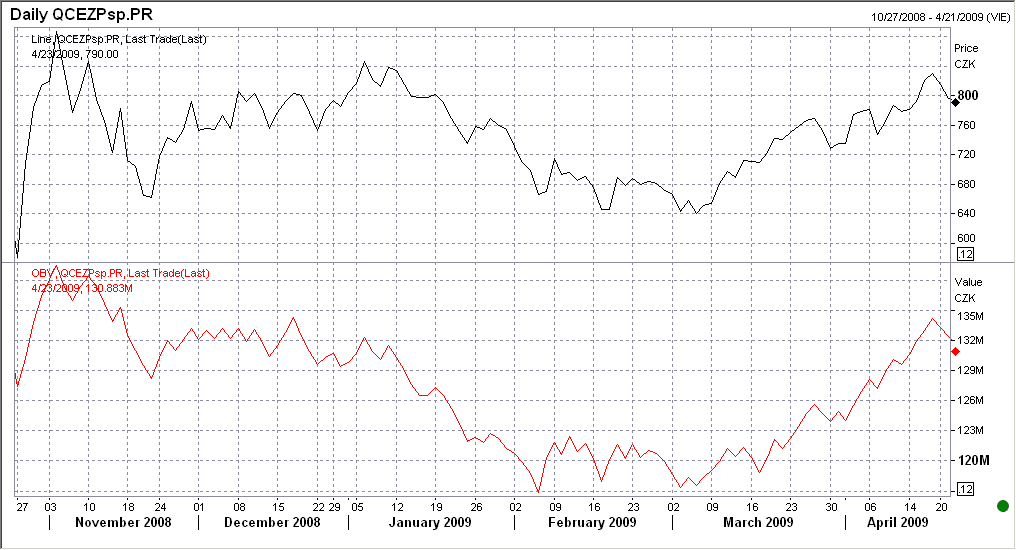

Ve vrchní části grafu je černou barvou vyznačen čárový graf kurzu cenného papíru. V dolní části grafu je červená křivka OBV. Up trend je typický pro období od března 2009, down trend pro období od druhé poloviny prosince 2008 do začátku února 2009. Naprosto typický doubtful trend lze zpozorovat v první polovině prosince 2008. Divergence mezi OBV a kurzem cenného papíru nastala na přelomu roku 2008/2009, kdy OBV trend byl nejasný a poté klesající, kurz ovšem stoupal. Nedlouho poté došlo ke změně trendu a poklesu ceny cenného papíru.